# Lok-Sabha-Wahlkreis Bijapur South
Der Lok-Sabha-Wahlkreis Bijapur South war von 1951 bis 1962 ein Wahlkreis bei den Wahlen zur Lok Sabha, dem Unterhaus des indischen Parlaments. Er gehörte zum Bundesstaat Bombay bzw. ab 1956 zum Bundesstaat Mysore und umfasste den Südteil des damaligen Distrikts Bijapur (Vijayapura). Sein Nachfolger war ab der Lok-Sabha-Wahl 1967 der Wahlkreis Bagalkot.

## Abgeordnete
| Wahl | Name                          | Partei | Stimmen |
| ---- | ----------------------------- | ------ | ------- |
| 1951 | Ramappa Balappa Bidari        | INC    | 72,8 %  |
| 1957 | Ramappa Balappa Bidari        | INC    | 64,9 %  |
| 1962 | Sanganagouda Basangouda Patil | INC    | 70,4 %  |